# Nila Ibrahimi
Nila Ibrahimi (persa / Dari / Hazaragi: نیلا ابراهیمی; nascuda el 2006 o el 2007) és una activista adolescent d'ètnia hazara de l'Afganistan que defensa els drets de les nenes i dones afganeses.
El març de 2021, després que l'Afganistan va prohibir que les nenes i les dones majors de 12 anys cantessin públicament, Ibrahimi va gravar una cançó de protesta i la va publicar en línia, on va crida r l'atenció viral. Després que els talibans van recuperar el control del país més tard aquell any, ella i la seva família van fugir al Pakistan i després al Canadà. Mentre estava al Pakistan, Ibrahimi va treballar amb la Fundació 30 Birds per recaptar diners per evacuar 200 nenes de l'Afganistan.
Al Canadà, Ibrahimi i el seu germà van fundar Her Story, una organització que té com a objectiu compartir les històries de les nenes afganeses i conscienciar sobre els problemes als quals s'enfronten.
El 19 de novembre de 2024, va guanyar el Premi Internacional de la Pau Infantil, un guardó que ha distingit persones, entre les quals l'activista climàtica Greta Thunberg i Malala Yousafzai.